# Theria
Theria är ett taxon (en systematisk grupp) i klassen däggdjur (Mammalia). Gruppen bildas av pungdjuren (Marsupialia) tillsammans med de högre däggdjuren (Eutheria) och utgör systergruppen till kloakdjuren. Dessutom ingår några utdöda däggdjursgrupper som Pantotheria.

## Kännetecken
Alla djurgrupper i Theria har gemensamma kännetecken som i enskilda fall kan saknas.
- De föder i motsats till kloakdjur levande ungar.
- Öppningen för det urogenitala systemet är skild från anus genom en mellangård (perineum). Kloakdjur har däremot en kloaköppning.
- I skuldergördeln finns bara skulderblad (scapula) och nyckelben (clavicula) och även nyckelbenet saknas hos flera arter. Hos kloakdjur finns ytterligare ben i skuldergördeln.
- Mjölkkörtlarna slutar i gemensamma spenar.
- Alla molarer följer ett gemensamt grundmönster.

## Evolution och status
Uppdelningen i pungdjur och högre däggdjur skedde för ungefär 125 miljoner år sedan.
Några forskare godkänner inte djurgruppen Therias systematiska status. De hävdar däremot att kloakdjur och pungdjur är närmare släkt med varandra än de senare med de högre däggdjuren. För dessa forskare bildar kloakdjur och pungdjur ett taxon med namnet Marsupionta, men deras teori har bara bekräftats av ett fåtal undersökningar medan existensen av Theria har intygats av många granskningar.
Ett kladogram som visar underklassens position i utvecklingsträdet följer här:
|  | Afrotheria |
|  |            |
|  | Xenarthra  |
|  |            |

|  | Laurasiatheria   |
|  |                  |
|  | Euarchontoglires |
|  |                  |

|  | Afrotheria |
|  |            |
|  | Xenarthra  |
|  |            |

|  | Laurasiatheria   |
|  |                  |
|  | Euarchontoglires |
|  |                  |

|  | Afrotheria |
|  |            |
|  | Xenarthra  |
|  |            |

|  | Laurasiatheria   |
|  |                  |
|  | Euarchontoglires |
|  |                  |

|  | Afrotheria |
|  |            |
|  | Xenarthra  |
|  |            |

|  | Laurasiatheria   |
|  |                  |
|  | Euarchontoglires |
|  |                  |

|  | Afrotheria |
|  |            |
|  | Xenarthra  |
|  |            |

|  | Laurasiatheria   |
|  |                  |
|  | Euarchontoglires |
|  |                  |

|  | Afrotheria |
|  |            |
|  | Xenarthra  |
|  |            |

|  | Laurasiatheria   |
|  |                  |
|  | Euarchontoglires |
|  |                  |

|  | Afrotheria |
|  |            |
|  | Xenarthra  |
|  |            |

|  | Laurasiatheria   |
|  |                  |
|  | Euarchontoglires |
|  |                  |

|  | Afrotheria |
|  |            |
|  | Xenarthra  |
|  |            |

|  | Laurasiatheria   |
|  |                  |
|  | Euarchontoglires |
|  |                  |

|  | Afrotheria |
|  |            |
|  | Xenarthra  |
|  |            |

|  | Laurasiatheria   |
|  |                  |
|  | Euarchontoglires |
|  |                  |

|  | Afrotheria |
|  |            |
|  | Xenarthra  |
|  |            |

|  | Laurasiatheria   |
|  |                  |
|  | Euarchontoglires |
|  |                  |

|  | Afrotheria |
|  |            |
|  | Xenarthra  |
|  |            |

|  | Laurasiatheria   |
|  |                  |
|  | Euarchontoglires |
|  |                  |

|  | Afrotheria |
|  |            |
|  | Xenarthra  |
|  |            |

|  | Laurasiatheria   |
|  |                  |
|  | Euarchontoglires |
|  |                  |

|  | Afrotheria |
|  |            |
|  | Xenarthra  |
|  |            |

|  | Laurasiatheria   |
|  |                  |
|  | Euarchontoglires |
|  |                  |

|  | Afrotheria |
|  |            |
|  | Xenarthra  |
|  |            |

|  | Laurasiatheria   |
|  |                  |
|  | Euarchontoglires |
|  |                  |

|  | Afrotheria |
|  |            |
|  | Xenarthra  |
|  |            |

|  | Laurasiatheria   |
|  |                  |
|  | Euarchontoglires |
|  |                  |

|  | Afrotheria |
|  |            |
|  | Xenarthra  |
|  |            |

|  | Laurasiatheria   |
|  |                  |
|  | Euarchontoglires |
|  |                  |